# Annabelle Butterfly Dance
Annabelle Butterfly Dance er en amerikansk stumfilm fra 1894 af William Kennedy Dickson og William Heise.